# فرودگاه صحرایی کینگستون
فرودگاه صحرایی کینگستون (به انگلیسی: Kingston Airfield) یک فرودگاه تعطیل است . این فرودگاه در کشور کانادا قرار دارد .